# Reino de Judá
O Reino de Judá (em hebraico: מַמְלֶכֶת יְהוּדָה; romaniz.: Mamlekhet Yehuda), antiga região no atual Oriente Médio que limitava-se ao norte com o antigo Reino de Israel, a oeste com a região costeira da Filístia, ao sul com o deserto de Negueve, e a leste com o rio Jordão e o mar Morto e o Reino de Moabe. Era uma região alta, geograficamente isolada por colinas de montanhas ao oeste, o mar Morto a leste e pelo deserto de Negueve ao sul. Sua capital era Jerusalém, onde encontrava-se o Templo de Jerusalém, o qual segundo a Bíblia, teria sido erigido por ordem do rei Salomão para abrigar a Arca da Aliança (ou Arca do Pacto). Segundo a Estela de Tel Dã ("House of David", estela do século IX a.C. da região de Dã), o Reino de Judá realmente existiu, em alguma forma, pelo menos em meados do século IX a.C., mas faz pouco para mostrar até que ponto.
Após a divisão do reino, no quinto ano do reinado do rei Roboão, o faraó Sisaque I invadiu o território dos hebreus e transformou o Reino de Judá num estado tributário. Esse fato evidenciado no relato bíblico (II Crônicas 12.2) e comprovado por inscrições egípcias. (Inscrição mural sobre Sisaque I no Templo de Carnaque e a estela de Megido). Devido à sua posição estratégica às portas da península do Sinai e acesso ao Baixo Egito, foi utilizada pelo faraó como um Estado tampão, o que lhe pouparia de usar seus próprios exércitos para defender esta fronteira.
O Reino de Judá entrou em conflitos com os reinos de Moabe, Amom e os filisteus. A Bíblia afirma que o Reino de Judá permaneceu, de maneira geral, fiel à sua fé em Deus (Javé ou Jeová), enquanto que Israel setentrional tornara-se fortemente influenciado pela cultura cananeia e pela religião fenícia. O culto a Hashem e preservação da linhagem real davídica do qual deveria vir o prometido Messias, de acordo com os profetas do Antigo Testamento, a justificativa para a misericórdia de Deus sobre o Reino de Judá, ao passo que o politeísmo do Reino de Israel teria sido responsável por sua ira sobre seus governantes (enquanto o Reino de Judá permaneceu sob a dinastia dos descendentes do rei David, o Reino de Israel passou por várias dinastias e golpes de Estado).
A arqueologia vem demonstrando que, durante os séculos IX e VIII a.C., Judá não passava de uma região atrasada, predominantemente rural, prejudicado pelo isolamento geográfico e com uma população politeísta formada principalmente por pastores nômades e mencionado por fontes estrangeiras pela primeira vez apenas em 750 a.C., dois séculos após a formação do Reino de Israel. Este, por outro lado, localizado numa região mais privilegiada para a agricultura e rota de comércio entre os portos fenícios e os estados mesopotâmicos, gozou de grande desenvolvimento anterior, durante os séculos IX e VIII a.C., estendendo suas fronteiras entre os territórios arameus ao norte da Galileia, instalando palácios em diversas partes do reino e formando um poderoso exército.
O Reino de Judá viu o perigo das potências estrangeiras emergentes quando a capital de Israel, Samaria foi tomada pelo rei assírio Sargão II, em 722 a.C., o que o levou a buscar prestar vassalagem junto à Assíria. Ironicamente, a destruição do reino do norte pelos assírios causou um grande florescimento do reino de Judá, ao sul. A população cresceu enormemente, alimentada pelos refugiados hebreus do norte e Jerusalém, antes uma pequena cidade de um reino pobre e isolado no sul, tornou-se o grande centro de influência entre todos os hebreus. Mais tarde, devido à recusa do rei Ezequias em continuar pagando tributos à Assíria, o rei Senaqueribe invadiu o Reino de Judá e sitiou Jerusalém, mas sem a conquistar. Segundo a Bíblia, o seu exército foi "subitamente destruído por obra de Deus". Os registros assírios em Nínive e os trabalhos arqueológicos realizados na região apontam para uma situação diferente. Embora Jerusalém tenha sido apenas saqueada e poupada da devastação e do terrorismo de estado praticados pelos assírios contra populações rebeldes, outras cidades do reino de Judá, como a rica Laquis, na região oeste do reino, não contaram com a mesma sorte e foram pilhadas, com seus moradores assassinados ou escravizados. O rei Senaqueribe, ao encerrar sua campanha na Filistia, concedeu ao reino de Judá um saldo considerado como desastroso, incluindo a redução de um terço da população do reino e a perda da rica região do Sefelá, produtora de cereais, transferida pelos assírios aos seus vassalos filisteus.

## Lista dos reis
Para esta época, a maioria dos historiadores segue as cronologias estabelecidas por William Foxwell Albright ou Edwin R. Thiele, ou a nova cronologia de Gershon Galil. Além destas tem também a cronologia de Steve Rudd. Todas elas são indicadas no quadro. Todas as datas são a.C. (Antes de Cristo).
| Datas de Steve Rudd | Datas de Albright | Datas de Thiele | Datas de Galil | Nome comum/ Nome biblico | Tradução alternativa | Nome Hebraico                                                                                              | Notas                                                |
| ------------------- | ----------------- | --------------- | -------------- | ------------------------ | -------------------- | --- | ---------------------------------------------------- |
| 931-914 a.C.        | 922–915 a.C.      | 931–913 a.C.    | 931–914 a.C.   | Roboão                   | Reoboão              | רחבעם בן-שלמה מלך יהודה Rehav’am ben Shlomoh                                                               |                                                      |
| 914-911 a.C.        | 915–913 a.C.      | 913–911 a.C.    | 914–911 a.C.   | Abias                    | Abião Abiam          | אבים בן-רחבעם מלך יהודה ’Aviyam ben Rehav’am                                                               |                                                      |
| 911-870 a.C.        | 913–873 a.C.      | 911–870 a.C.    | 911–870 a.C.   | Asa                      |                      | אסא בן-אבים מלך יהודה ’Asa ben ’Aviyam                                                                     |                                                      |
| 872-848 a.C.        | 873–849 a.C.      | 870–848 a.C.    | 870–845 a.C.   | Josafá                   | Josafat Jeosafá      | יהושפט בן-אסא מלך יהודה Yehoshafat ben ’Asa                                                                | Co-Reinou com Asa por dois anos                      |
| 853-841 a.C.        | 849–842 a.C.      | 848–841 a.C.    | 851–843 a.C.   | Jorão                    | Jeorão               | יהורם בן-יהושפט מלך יהודה Yehoram ben Yehoshafat                                                           | Co-Reinou com Josafá por cinco anos, foi assassinado |
| 841 a.C.            | 842–842 a.C.      | 841–841 a.C.    | 843–842 a.C.   | Acazias                  | Ocozias              | אחזיהו בן-יהורם מלך יהודה ’Ahazyahu ben Yehoram                                                            | Morto por Jeú, Rei de Israel                         |
| 841-835 a.C.        | 842–837 a.C.      | 841–835 a.C.    | 842–835 a.C.   | Atália                   |                      | עתליה בת-עמרי מלכת יהודה ‘Atalyah bat ‘Omri                                                                | Assassinada                                          |
| 835-796 a.C.        | 837–800 a.C.      | 835–796 a.C.    | 842–802 a.C.   | Joás                     | Jeoás                | יהואש בן-אחזיהו מלך יהודה Yehoash ben ’Ahazyahu                                                            | Assassinado                                          |
| 796-767 a.C.        | 800–783 a.C.      | 796–767 a.C.    | 805–776 a.C.   | Amassias                 | Amazias              | אמציה בן-יהואש מלך יהודה ’Amatzyah ben Yehoash                                                             | Assassinado                                          |
| 790-739 a.C.        | 783–742 a.C.      | 767–740 a.C.    | 788–736 a.C.   | Uzias                    | Ozias Azarias        | עזיה בן-אמציה מלך יהודה ‘Uziyah ben ’Amatzyah עזריה בן-אמציה מלך יהודה ‘Azaryah ben ’Amatzyah              |                                                      |
| 750-735 a.C.        | 742–735 a.C.      | 740–732 a.C.    | 758–742 a.C.   | Jotão                    | Jotam                | יותם בן-עזיה מלך יהודה Yotam ben ‘Uziyah                                                                   |                                                      |
| 735-715 a.C.        | 735–715 a.C.      | 732–716 a.C.    | 742–726 a.C.   | Acaz                     |                      | אחז בן-יותם מלך יהודה ’Ahaz ben Yotam                                                                      |                                                      |
| 728-686 a.C.        | 715–687 a.C.      | 716–687 a.C.    | 726–697 a.C.   | Ezequias                 |                      | חזקיה בן-אחז מלך יהודה Hizqiyah ben ’Ahaz                                                                  |                                                      |
| 696-642 a.C.        | 687–642 a.C.      | 687–643 a.C.    | 697–642 a.C.   | Manassés                 |                      | מנשה בן-חזקיה מלך יהודה Menasheh ben Hizqiyah                                                              |                                                      |
| 642-640 a.C.        | 642–640 a.C.      | 643–641 a.C.    | 642–640 a.C.   | Amom                     | Amon                 | אמון בן-מנשה מלך יהודה ’Amon ben Menasheh                                                                  | Assassinado                                          |
| 640-609 a.C.        | 640–609 a.C.      | 641–609 a.C.    | 640–609 a.C.   | Josias                   |                      | יאשיהו בן-אמון מלך יהודה Yo’shiyahu ben ’Amon                                                              | Morreu em batalha                                    |
| 609-609 a.C.        | 609 a.C.          | 609 a.C.        | 609 a.C.       | Joacaz                   | Jeoacaz              | יהואחז בן-יאשיהו מלך יהודה Yeho’ahaz ben Yo’shiyahu אחז בן-יאשיהו מלך יהודה ’Ahaz ben Yo’shiyahu           | Deposto pelo faraó Neco II.                          |
| 609-598 a.C.        | 609–598 a.C.      | 609–598 a.C.    | 609–598 a.C.   | Joaquim                  | Jeoaquim             | יהויקים בן-יאשיהו מלך יהודה Yehoyaqim ben Yo’shiyahu                                                       |                                                      |
| 598-597 a.C.        | 598               | 598             | 598–597 a.C.   | Jeconias                 | Jeoaquin             | יהויכין בן-יהויקים מלך יהודה Yehoyakhin ben Yehoyaqim יכניהו בן-יהויקים מלך יהודה Yekhonyahu ben Yehoyaqim | Deposto pelos Babilónios.                            |
| 597-587 a.C.        | 597–587 a.C.      | 597–586 a.C.    | 597–586 a.C.   | Zedequias                | Sedecias Matanias    | צדקיהו בן-יהויכין מלך יהודה Tzidqiyahu ben Yo’shiyahu                                                      | Ultimo Rei de Judá. Deposto e levado para o exílio.  |

## A queda do Reino de Judá

Levante ca.

De acordo com o Antigo Testamento, Manassés, rei de Judá, teria feito o que é mau aos olhos de Deus, e por causa de suas obras, todo o Reino de Judá estava condenado ao exílio e à escravidão. Isso deve-se ao fato de Manassés ter permitido o culto politeísta das populações rurais do reino, o que não foi visto com bons olhos pelos sacerdotes do Templo de Jerusalém, os quais defendiam um culto único a Hashem e a extinção completa dos cultos a outras divindades. Segundo registros assírios e achados arqueológicos, Manassés herdou de Ezequias um reino bastante combalido devido à campanha militar do rei Senaqueribe da Assíria, então a maior potência econômica e militar do Oriente Médio, empreendida contra aquele pequeno reino durante o reinado anterior, o que tornou extremamente árdua a tarefa em converter e destruir imagens. Manassés, sabendo das consequências e da impossibilidade em enfrentar de frente a potência assíria, buscou estreitar relações com essa nação, entrando de vez na rota do comércio árabe fomentado pelos assírios.
Durante o reinado de Josias, Rei de Judá, o faraó Necao II, aliado do já decadente Império Assírio, empreendendo uma guerra contra os exércitos de Babilônia chega até a região. Assim, em 609 a.C., trava-se a Batalha de Megido. O Rei de Judá entra em batalha para deter o exército egípcio do faraó Necao II, mas acaba por ser morto. Seu filho Joacaz é levado prisioneiro após três meses de reinado, e o Reino de Judá se torna tributário do Egito. Necao II impôs a coroação do irmão de Joacaz, Eliaquim, e mudou-lhe o nome para Joaquim. Em 605 a.C., trava-se a Batalha de Carquemis com a derrota definitiva de Necao II.
A leste, a Assíria sofreu um rápido declínio, e em poucos anos seu território foi absorvido pela Babilônia. [[[[Nabucodonosor II|[Nabucodonosor II]], Rei da Babilônia, empreendeu uma campanha militar contra Judá. Enfrentando pouca resistência, conseguiu entrar em Jerusalém, em 597 a.C., e levou consigo utensílios do templo e o próprio rei Joaquim como prisioneiro. Em seu lugar, estabeleceu o filho de Joaquim, como Rei de Judá. Jeconias, com 18 anos de idade, teve o mesmo destino de seu pai três meses e 10 dias depois de sua coroação. Nabucodonosor então colocou sobre o trono o irmão de Joaquim, Zedequias.
Governando como vassalo da Babilônia, o Rei Zedequias manteve-se no poder por 11 anos, quando então rebelou-se contra Nabucodonosor, provavelmente ao recusar-se pagar tributo. Foi o suficiente para que invadisse Jerusalém, matasse seus habitantes, despojasse o templo de todos os seus bens de valor e ateasse fogo a ele. O Reino de Judá deixou assim de existir.

## O destino de Judá
No território de Judá permaneceram apenas os mais pobres. Todo o restante do povo que sobreviveu ao ataque de Nabucodonosor II foi levado às cidades do reino da Babilônia. O período do Cativeiro Babilônico estimulou entre o povo de Judá um sentimento de identidade racial e religiosa indissolúvel. O relato bíblico deste período entre a conquista de Jerusalém e a conquista da Babilônia por Ciro II é onde inicialmente se utiliza de forma consistente o termo "judeu" identificando o povo de Judá, ou aqueles da mesma etnia e seguidores da mesma religião deste povo. A nação judaica sobreviveu para retornar à Palestina e repovoar a província persa de Judá (Yehud), mais tarde denominada Judeia pelos romanos.
A história de Judá após o Cativeiro Babilônico passou a ser a mesma do próprio povo judeu, até os dias de hoje.